# Колдино (Тверська область)
Колдино (рос. Колдино) — присілок в Торопецькому районі Тверської області Російської Федерації.
Населення становить 95 осіб. Входить до складу муніципального утворення Василевське сільське поселення.

## Історія
Від 2005 року входить до складу муніципального утворення Василевське сільське поселення.

## Населення
| 2010 |
| ---- |
| 95   |